# 러셀 스트레이너

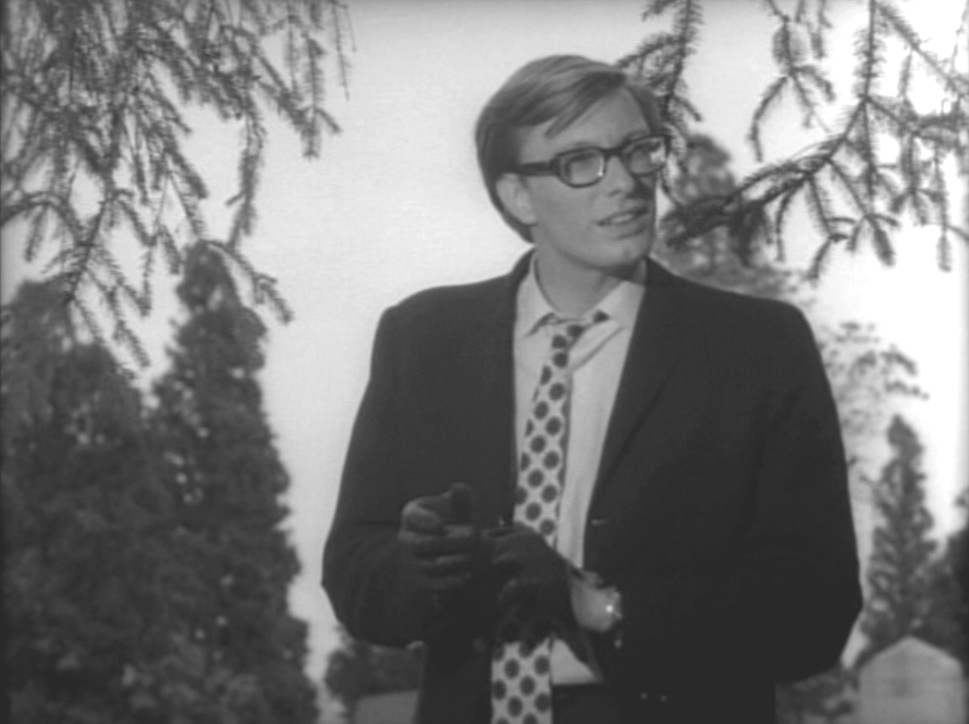
살아있는 시체들의 밤 (1968)

러셀 스트라이너(Russell Streiner, 영어 발음: /ˈstraɪnər/, 1940년 2월 6일 ~ )는 미국의 배우, 영화 제작자, 각본가이다.
피츠버그에서 태어났다.

## 작품 목록
- 살아있는 시체들의 밤 (1968) - 제작, 출연
- 바탈리언 (1985) - 원안
- 살아있는 시체들의 밤 (1990) - 총괄 제작, 출연
- 살아있는 시체들의 밤 - 30주년 기념작 (1998)